# متحف الذهب الأسود
متحف الذهب الأسود هو أول متحف إبداعي دائم عن النفط، أعلنت عنه وزارة الثقافة السعودية في سبتمبر 2020 ضمن برنامج جودة الحياة أحد برامج رؤية السعودية 2030، ويقام في يوليو 2022 بالشراكة مع مركز الملك عبد الله للدراسات والبحوث البترولية.

## نبذة
يقدم المتحف من خلال محتوياته المتنوعة سرداً إبداعياً لمسيرة النفط في حياة البشر منذ أن كان مادة خام وحتى تشكلاته المعاصرة، عبر أعمال فنية مبتكرة ترتكز على مفاهيم تعبيرية معاصرة.
ويروي المتحف قصة العلاقة التي تكوّنت بين الإنسان وبين النفط، من خلال رحلة فنية مبتكرة لاستعراض تشكلات النفط من حالته الخام إلى كل تفرعاته المذهلة، وتنقسم هذه الرحلة الإبداعية إلى أربع محطات رئيسية هي: «اللقاء، والأحلام، والشكوك، والمستقبل» حيث ستقدم كل محطة من محطات المتحف أعمالاً تعزز المفهوم الإبداعي لعنوان القسم.

## الموقع
يقع مقر المتحف في مركز الملك عبد الله للدراسات والبحوث البترولية.

## محتويات
يحتوي متحف «الذهب الأسود» على أكثر من 200 عمل فني معاصر، كما يستضيف معارض سنوية مؤقتة، وبرامج تعليمية لجميع الفئات. ويتضمن مقر المتحف مساحات فنية متنوعة تشمل مساحة ثابتة للفنون المعاصرة والعروض المرئية والوسائط المتعددة، إلى جانب مساحة موازية للمعارض المؤقتة، ومتجر ومقهى، وقاعات للمؤتمرات ومساحات تعليمية واستشارية.
وسيعرض المتحف أعمالًا فنية لفنانين من جميع أقطار العالم، يروون فيها قصة الذهب الأسود ويعكسون من خلالها جميع النواحي التاريخية، والاقتصادية، والجيوسياسية، والمجتمعية، والثقافية التي أسهم بها النفط في حياة الإنسان، وذلك عبر قوالب إبداعية تُعيد تعريف مفهوم المتاحف، بأجوائها غير المألوفة، وعوالمها الغنية بمسارات فنية مختلفة تشمل الرسم، والأزياء، والتصميم، والرسم البياني، والتصوير الفوتوغرافي، والنحت، والأفلام، ونماذج تكشف مهارات ومواهب استثنائية، تمنح الزائر معرفة شاملة بموضوع النفط.